# Flamlövsalsfågel
Flamlövsalsfågel (Sericulus ardens) är en fågel i familjen lövsalsfåglar inom ordningen tättingar.

## Utbredning och systematik
Flamlövsalsfågeln förekommer enbart på södra Nya Guinea. Tidigare behandlades den ofta som en underart till svartstrupig lövsalsfågel (S. aureus), men urskiljs numera allmänt som egen art.

## Status och hot
Arten har ett stort utbredningsområde, men tros minska i antal, dock inte tillräckligt kraftigt för att den ska betraktas som hotad. Internationella naturvårdsunionen IUCN listar arten som livskraftig (LC).